# 山室耕
山室 耕（やまむろ こう、1907年12月17日 - 没年不詳）は、日本の俳優である。本名は西森 高茂（にしもり たかしげ）。旧芸名は村上 英二（むらかみ えいじ）、光 一（ひかり はじめ）。

## 来歴・人物
1907年（明治40年）12月17日、高知県高知市に生まれる。高知城東商業学校（現在の高知中学校・高等学校）を卒業。
1927年（昭和2年）、村上英二という芸名で日活大将軍撮影所（後に日活京都撮影所・日活太秦撮影所）に入社。一時期、本名の西森高茂名義で活動した時期もある。1933年（昭和8年）には日活多摩川撮影所現代劇に移籍。後に芸名も光一と改名して、1936年（昭和11年）公開の内田吐夢監督映画『人生劇場 青春篇』などに出演。1937年（昭和12年）、東宝に移り、黒澤明監督映画『姿三四郎』などの作品に出演し、戦争末期まで活躍する。
戦後は新東宝に移籍し、芸名も山室耕と改名して多くの作品に助演する。後にフリーとなり、東宝、東映の作品にも出演した。ところが、1956年（昭和31年）に公開された渡辺邦男監督映画『勤王? 佐幕? 女人曼陀羅』以降の出演作品が見当たらず、以後の消息は不明である。没年不詳。
日活データベースにおいて、実際に出演した作品と未出演作品の混同がみられる。

## 芸名
- 西森 高茂 （にしもり たかしげ） - 出生名・本名、日活太秦撮影所、日活京都撮影所（1930年 - 1934年）
- 村上 英二 （むらかみ えいじ） - 日活大将軍撮影所、日活太秦撮影所（1927年）
- 光 一 （ひかり はじめ） - 日活多摩川撮影所、東宝映画東京撮影所、東宝映画京都撮影所、東宝映画、東宝（1934年 - 1946年）
- 山室 耕 （やまむろ こう） - 新東宝、フリーランス（1947年 - 1956年）

## 出演作品

### 初期
全てサイレント映画、全て「村上英二」名義である。
- 『大久保彦左衛門』：監督池田富保、製作日活大将軍撮影所、配給日活、1927年4月15日公開 - 有馬屋三蔵
- 『忠次旅日記 御用篇』：監督伊藤大輔、製作日活太秦撮影所、配給日活、1927年12月27日公開 - 倅銀次郎

### 日活太秦撮影所
特筆以外、全て製作は「日活太秦撮影所」、配給は「日活」、特筆以外は全てサイレント映画、特筆以外は全て「西森高茂」名義である。
- 『佐渡おけさ』：監督木藤茂、1930年5月1日公開 - 郵便屋
- 『光は東より』：監督徳永フランク、1930年8月15日公開 - 健の乾分
- 『さらば東京』：監督熊谷久虎、1932年5月20日公開 - 浩の友
- 『萬太郎暴風雨』（『万太郎暴風雨』）：監督辻吉郎、1933年3月15日公開 - 元の字
- 『真珠夫人』：監督畑本秋一、1933年4月6日公開 - 下男・清吉
- 『大学の歌』：監督牛原虚彦、1933年9月14日公開 - 陸上選手B [注釈 1]
- 『東京祭』：監督牛原虚彦、1933年9月29日公開 - 西村の助手A [注釈 1]
- 『若き日のなやみ』：監督大谷俊夫、1933年月日不明公開 - チャンそば屋辰三
- 『野の光』：監督伊賀山正徳、1934年5月3日公開 - 浪花節語り吉田京丸
- 『接吻市場』：監督田口哲、製作日活京都撮影所、1934年6月7日公開 - ベイちゃん

### 日活多摩川撮影所
特筆以外、全て製作は「日活多摩川撮影所」、配給は「日活」、特筆以外は全てトーキー、全て「光一」名義である。
- 『花嫁寝台列車』：監督清瀬英次郎、1934年11月1日公開 - 運転手
- 『恋はバスに乗って』：監督伊賀山正徳、製作日活太秦撮影所、1934年月日不明公開 - アパートの受付[注釈 2]
- 『抱かれた恋人』：監督田口哲、1934年月日不明公開 - 勘太[注釈 2]
- 『うら街の交響楽』：監督渡辺邦男、1935年5月15日公開- 紙芝居の男
- 『男のまごゝろ』（『男のまごころ』）：監督渡辺邦男、1935年8月22日公開 - 辰公
- 『軍國子守唄』：監督大谷俊夫、1935年12月1日公開 - 津田一等兵
- 『人生劇場 青春篇』：監督内田吐夢、1936年2月13日公開 - 新海
- 『恋は雨に濡れて』：監督千葉泰樹、1936年4月8日公開 - 羽田の同僚山口
- 『丸髷と文学』：監督清瀬英次郎、1936年4月29日公開 - 運転手
- 『生命の冠』：監督内田吐夢、1936年6月4日公開 - 漁夫
- 『慈悲心鳥』：監督渡辺邦男、1936年7月1日公開 - 芳川十一郎
- 『魂』：監督渡辺邦男、1936年8月14日公開 - ギャング
- 『僕の東京地図』：監督伊賀山正徳、1936年9月23日公開 - 乾分
- 『高橋是清自伝』：監督渡辺邦男、1936年11月9日公開 - 山田
- 『検事とその妹』：監督渡辺邦男、共作P.C.L.映画製作所・テイチクレコード、1937年1月14日公開 - 前田
- 『オリムピック横町』：監督春原政久、1937年1月21日公開 - 肉屋主人
- 『母校の花形』：監督千葉泰樹、1937年4月1日公開
- 『裸の町』：監督内田吐夢、1937年5月13日公開 - 古着屋
- 『美人賞』：監督水ケ江龍一、1937年5月27日公開 - 宣伝部長蜂須賀

### 東宝映画東京撮影所
特筆以外、全て製作は「東宝映画東京撮影所」、配給は「東宝映画」、以降全てトーキー、全て「光一」名義である。
- 『地熱』：監督滝沢英輔、1938年2月1日公開 - 現場監督
- 『鉄腕都市』：監督渡辺邦男、1939年2月20日公開 - 人事課長
- 『ドレミハ大学生』：監督矢倉茂雄、1938年3月1日公開、 - 細田君
- 『青春角力日記』：監督渡辺邦男、1938年5月21日公開 - 一の松
- 『愛情一路』：監督渡辺邦男、1938年7月1日公開 - 岩本
- 『家族日記 前篇』：監督山本薩夫、1938年9月29日公開 - 卯女の兄豊作
- 『家族日記 後篇』：監督山本薩夫、1938年9月29日公開 - 卯女の父
- 『エノケンの大陸突進 後篇 躍進また躍進の巻』：監督渡辺邦男、1938年11月13日公開 - 副隊長
- 『吾亦紅 前篇』：監督阿部豊、1938年11月20日公開 - 運転手堀田
- 『軍港の乙女達』：監督伏水修、1938年12月7日公開 - 小杉淳一
- 『吾亦紅 後篇 戦野に咲く』：監督阿部豊、1939年2月1日公開 - 運転手堀田
- 『裸の教科書』：監督渡辺邦男、1939年4月11日公開 - 柏澤一角
- 『忠臣蔵 前篇』：監督滝沢英輔、1939年4月21日公開 - 寺坂吉右衛門
- 『忠臣蔵 後篇』：監督山本嘉次郎、1939年4月21日公開 - 寺坂吉右衛門
- 『上海陸戦隊』：監督熊谷久虎、1939年5月20日公開 - 広岡一等水兵
- 『青春野球日記』：監督渡辺邦男、1939年6月10日公開 - キャプテン
- 『プロペラ親爺』：監督渡辺邦男、1939年7月11日（同年5月11日説もあり） - 乾物屋主人
- 『われ等が教官』：監督今井正、1939年8月1日公開 - 平田准尉
- 『暁の進発』：監督中川信夫、製作東宝映画京都撮影所、1941年1月24日公開 - 内田上等兵
- 『馬』：監督山本嘉次郎、共作合資会社映画科学研究所、1941年3月11日公開 - 博労
- 『長谷川・ロッパの家光と彦左』：監督マキノ正博、1941年3月26日公開 - 伊達政宗
- 『指導物語』：監督熊谷久虎、1941年10月4日公開 - 一等兵
- 『八十八年目の太陽』：監督滝沢英輔、1941年11月15日公開 - 菅原一平

### 東宝映画
特筆以外、全て製作・配給は「東宝映画」、特筆以外は全て「光一」名義である。
- 『男の花道』：監督マキノ正博、1941年12月30日公開、東宝映画 - 虎五郎の乾分
- 『武蔵坊弁慶』：監督、製作東宝映画東京撮影所、1942年1月7日公開 - 弥太六
- 『南海の花束』：監督渡辺邦男、1942年5月21日公開 - 乗務員
- 『ハワイ・マレー沖海戦』：監督山本嘉次郎、1942年12月3日公開 - 加藤一飛曹[4]
- 『伊那の勘太郎』：監督滝沢英輔、1943年1月3日公開 - 浪人
- 『姿三四郎』：監督黒澤明、配給社団法人映画配給社、1943年3月25日公開 - 虎吉[注釈 3]

### 東宝
特筆以外、全て製作・配給は「東宝」、全て「光一」名義である。
- 『續姿三四郎』：監督黒澤明、配給社団法人映画配給社、1945年5月3日公開 - 関根嘉兵衛
- 『霧の夜ばなし』：監督萩原遼、1946年9月10日公開 - 地廻り平三
- 『わが青春に悔なし』：監督黒澤明、1946年10月29日公開 - 刑事

### 新東宝
特筆以外、全て製作・配給は「新東宝」、以降全て「山室耕」名義である。
- 『かけ出し時代』：監督佐伯清、1947年7月15日公開 - 記者根本
- 『愛よ星と共に』：監督阿部豊、製作東宝、1947年9月24日公開 - 支配人
- 『銀座カンカン娘』：監督島耕二、1949年8月16日公開 - 映画監督
- 『鍋島怪猫伝』：監督渡辺邦男、製作東宝、1949年8月23日公開 - 足軽源助
- 『果てしなき情熱』：監督市川崑、製作新世紀プロダクション、配給東宝、1949年9月27日公開 - 暴漢
- 『暁の脱走』：監督谷口千吉、製作東宝、1950年1月8日公開 - 桑島軍曹

### フリーランス
- 『銀座三四郎』：監督市川崑、製作・配給新東宝、1950年4月29日公開（同年3月30日説もあり） - 鮫川
- いれずみ判官：監督渡辺邦男、製作東横映画、配給東京映画
  - 『いれずみ判官 桜花乱舞の巻』：1950年4月14日公開
  - 『いれずみ判官 落花対決の巻』：1950年4月22日公開
- 『天保人気男 妻恋坂の決闘』：監督渡辺邦男、製作東横映画、配給東京映画、1950年7月11日公開
- 『暁の追跡』：監督市川崑、製作新東宝、配給東宝、1950年10月3日公開 - 刺青の男
- 『夜の緋牡丹』：監督千葉泰樹、製作・配給新東宝、1950年12月8日公開 - ゴロツキ伝
- 『エノケンの天一坊』：監督、製作・配給東宝、1950年12月30日公開、東宝 - 鬼瓦の五郎
- 『目下恋愛中』：監督渡辺邦男、製作・配給新東宝、1951年5月25日公開 - 小説家の弟子
- 『歌う野球小僧』：監督渡辺邦男、大映東京撮影所、配給大映、1951年7月27日公開 - 三田
- 『母は嘆かず』：監督渡辺邦男、製作・配給新東宝、1951年9月28日公開 - 甚公
- 『のど自慢三羽烏』：監督渡辺邦男、製作大映東京撮影所、配給大映、1951年11月16日公開 - 山田
- 『快傑鉄仮面』：監督渡辺邦男、製作東映京都撮影所、配給東映、1951年12月14日公開 - 月輪の藤次
- 『落下の舞』：監督渡辺邦男、製作・配給新東宝、1952年1月31日公開 - 庄六
- 水戸黄門漫遊記：監督渡辺邦男、製作東映京都撮影所、配給東映 - 三村大学
  - 『水戸黄門漫遊記 地獄谷の豪族』：1952年2月14日公開
  - 『水戸黄門漫遊記 伏魔殿の妖賊』：1952年3月6日公開
- 『大当たり黄金狂時代』：監督渡辺邦男、製作東映京都撮影所、配給東映、1952年月日公開 - 向傷の辰（辰五郎）
- 『はだか大名 前篇』：監督渡辺邦男、製作東映京都撮影所、配給東映、1952年6月19日公開
- 『飛びっちょ判官』：監督渡辺邦男、製作東映京都撮影所、配給東映、1952年11月27日公開 - 浮草の安五郎
- 『唄祭り清水港』：監督渡辺邦男、製作松竹京都撮影所、配給松竹、1952年12月4日公開 - 小岩
- 『午前零時』：監督渡辺邦男、製作・配給東宝、1953年2月12日公開 - 野呂山武
- 大菩薩峠：監督渡辺邦男、製作東映京都撮影所、配給東映 - 芹沢鴨
  - 『大菩薩峠 第一部　甲源一刀流』：1953年4月23日公開
  - 『大菩薩峠 第二部 壬生と島原の巻』：1953年6月3日公開
  - 『大菩薩峠 第三部 輪神杉の巻』：1953年6月3日公開
- 『白鳥の騎士』：監督組田彰造、製作・配給新東宝、1953年7月1日公開 - 大和ノ宗彦
- 『亭主の祭典』：監督渡辺邦男、製作・配給東宝、1953年7月14日公開
- 『さすらひの湖畔』：監督渡辺邦男、製作・配給新東宝、1953年7月22日公開 - 塚田
- 『片目の魔王』：監督佐々木康、製作東映京都撮影所、配給東映、1953年8月10日公開 - 広田三郎
- 『江戸の花道』：監督中川信夫、製作東映京都撮影所、配給東映、1953年8月19日公開 - からす金の弥三
- 『薔薇と拳銃』：監督志村敏夫、製作新生プロダクション、配給東映、1953年9月15日公開 -
- 『快傑黒頭巾』：監督河野寿一、製作東映京都撮影所、配給東映、1953年11月29日公開 - 芹沢鴨
- 『逆襲!鞍馬天狗』：監督萩原遼、製作東映京都撮影所、配給東映、1953年12月15日公開 - 八丁目の安
- 『べらんめえ獅子』：監督渡辺邦男、製作東映京都撮影所、配給東映、1953年12月29日公開 - 山路一角
- 南国太平記：監督渡辺邦男、製作東映京都撮影所、配給東映 - 碇山将曹
  - 『南国太平記 前篇』：1954年1月15日公開
  - 『続南国太平記 薩南の風』：1954年2月3日公開
- 『ウッカリ夫人とチャッカリ夫人 やりくり算段の巻』：監督渡辺邦男、製作東宝、配給東京映画、1954年3月10日公開
- 『暁の三十八番斬り』：監督渡辺邦男、製作東映京都撮影所、配給東映、1954年3月31日公開 - 近藤登之助
- 鳴門秘帖：監督渡辺邦男、製作東映京都撮影所、配給東映 - 俵一八郎
  - 『鳴門秘帖 前篇』：1954年5月10日公開
  - 『鳴門秘帖 後篇』：1954年5月31日公開
- 『野ざらし姫 追撃の三十騎』：監督小沢茂弘、製作東映京都撮影所、配給東映、1954年6月15日公開 - 雉子村剛助
- 『重盛君上京す』：監督渡辺邦男、製作東映京都撮影所、配給東映、1954年6月22日公開 - アロハの兄ちゃん
- 『とんち教室』：監督渡辺邦男、製作東映京都撮影所、配給東映、1954年7月13日公開 - 子分スペードの安
- 『犬神家の謎 悪魔は踊る』：監督渡辺邦男、製作東映東京撮影所、配給東映、1954年8月10日公開 - 猿蔵
- 『人生劇場 望郷篇 三州吉良港』：監督萩原遼、製作東映京都撮影所、配給東映、1954年9月14日公開 - 綱谷
- お坊主天狗：監督渡辺邦男、製作東映京都撮影所、配給東映 - 三次
  - 『お坊主天狗 前篇』：1954年9月21日公開
  - 『お坊主天狗 後篇』：1954年10月12日公開
- 『旗本退屈男　謎の怪人屋敷』：監督渡辺邦男、製作東映京都撮影所、配給東映、1954年12月28日公開 - 溝口備後守
- 『岩見重太郎 決戦天の橋立』：監督渡辺邦男、製作東宝、配給宝塚映画、1954年12月29日公開 - 伊藤亘
- 『やんちゃ娘行状記』：監督渡辺邦男、製作・配給東宝、1955年1月9日公開 - 田中記者
- 『花嫁立候補』：監督渡辺邦男、製作・配給東宝、1955年1月22日公開 - 田中記者
- 『隠密若衆』：監督渡辺邦男、製作・配給新東宝、1955年2月20日公開 - 藪田助八
- 『長脇差大名』：監督加戸野五郎、製作・配給新東宝、1955年3月8日公開 - 親分勝五郎
- 『森繁の新入社員』：監督渡辺邦男、製作・配給新東宝、1955年3月21日公開 - 壮士風の男
- 『りゃんこの弥太郎』：監督マキノ雅弘、製作・配給新東宝、1955年6月13日公開 - 乾分長治
- 『森繁のやりくり社員』：監督渡辺邦男、製作・配給新東宝、1955年7月5日公開 - 山麓の百姓
- 『わが名はペテン師』：監督渡辺邦男、製作・配給新東宝、1955年8月14日公開 - 与太者A
- 『身代り紋三 地獄屋敷』：監督加戸野五郎、製作・配給新東宝、1955年10月11日公開 - 獄門の勘太
- 『あばれ行燈』：監督渡辺邦男、製作・配給新東宝、1956年1月3日公開 - 乾分久吉
- 『北海の叛乱』：監督渡辺邦男・毛利正樹、製作・配給新東宝、1956年1月8日公開 - 小谷
- 『びっくり捕物帖 女いれずみ百万両』：監督渡辺邦男、製作・配給新東宝、1956年2月18日公開 - 向う疵の伝造
- 『隠密七生記 剣雲碓氷峠の乱陣』：監督渡辺邦男、製作・配給新東宝、1956年3月27日公開 - 真鍋喬之進
- 『金語楼の兵隊さん』：監督渡辺邦男、製作・配給新東宝、1956年5月11日公開 - 上村一等兵
- 『怨霊佐倉大騒動』：監督渡辺邦男、製作・配給新東宝、1956年6月27日公開 - 伝蔵
- 『はりきり社長』：監督渡辺邦男、製作・配給東宝、1956年7月13日公開 - 工場長
- 『勤王? 佐幕? 女人曼陀羅』：監督渡辺邦男、製作・配給東宝、1956年8月14日公開 - 川越の安